# Percier y Fontaine

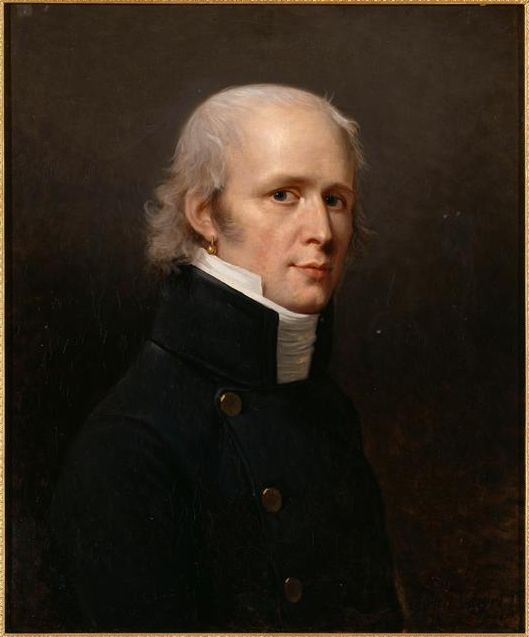
Charles Percier.

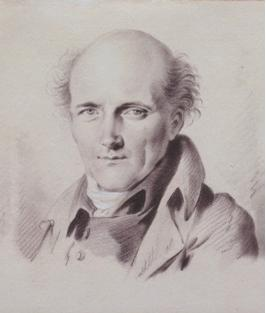
Pierre-François-Léonard Fontaine.

Charles Percier (París, 22 de agosto de 1764-París, 5 de septiembre de 1838) y Pierre-François-Léonard Fontaine (Pontoise, 10 de septiembre de 1762 – París, 13 de octubre de 1853) fueron dos arquitectos y decoradores franceses, arquitectos de Napoleón con obras como la Rue de Rivoli, el Arco de Triunfo del Carrusel y los creadores del estilo imperio y del estilo directorio.

## Biografía

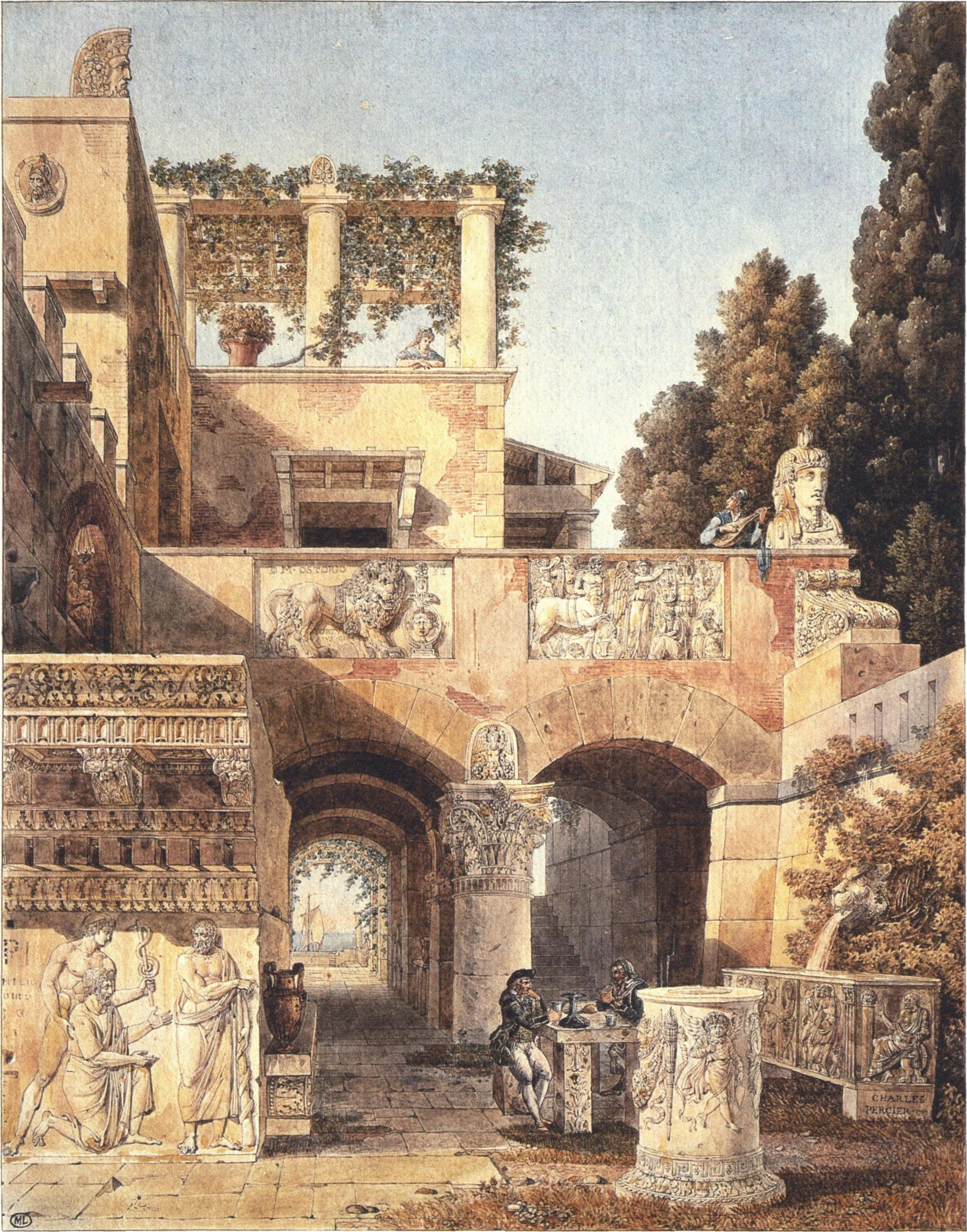
Vista de una casa romana, por Percier.

Percier y Fontaine se conocieron como discípulos en el estudio de Peyre le Jeune, teniendo Fontaine más tendencia a la arquitectura y Percier a la decoración. En 1786, ambos se trasladaron a Roma para proseguir su educación y estudiar la arquitectura y antigüedades clásicas. Fue allí donde realmente comenzaron su carrera conjunta.
Permanecieron en Roma hasta 1792, momento en el que regresaron al París revolucionario. Mientras estaban construyendo una casa para Chauvelin, contigua al palacete de la Malmaison que Napoleón había adquirido para Josefina de Beauharnais, fueron llamados por el cónsul. En la entrevista, acompañados por el pintor Louis David, acordaron reconstruir y decorar la Malmaison. Desde el año 1800, Percier y Fontaine fueron los arquitectos oficiales de la corte napoleónica.
En 1805 fueron nombrados arquitectos del Louvre y de las Tullerías y en 1811 entraron en la Academia de Bellas Artes. En 1812, Percier abandonó los trabajos en los que intervenía para dedicarse a la enseñanza en la Ècole des Beaux Arts mientras Fontaine prosiguió sus trabajos incluso durante la Restauración. Durante la Revolución del 48 dimitió de todos sus cargos y fue nombrado presidente del Conseil des Bâtiments hasta su muerte.

## Obra arquitectónica conjunta

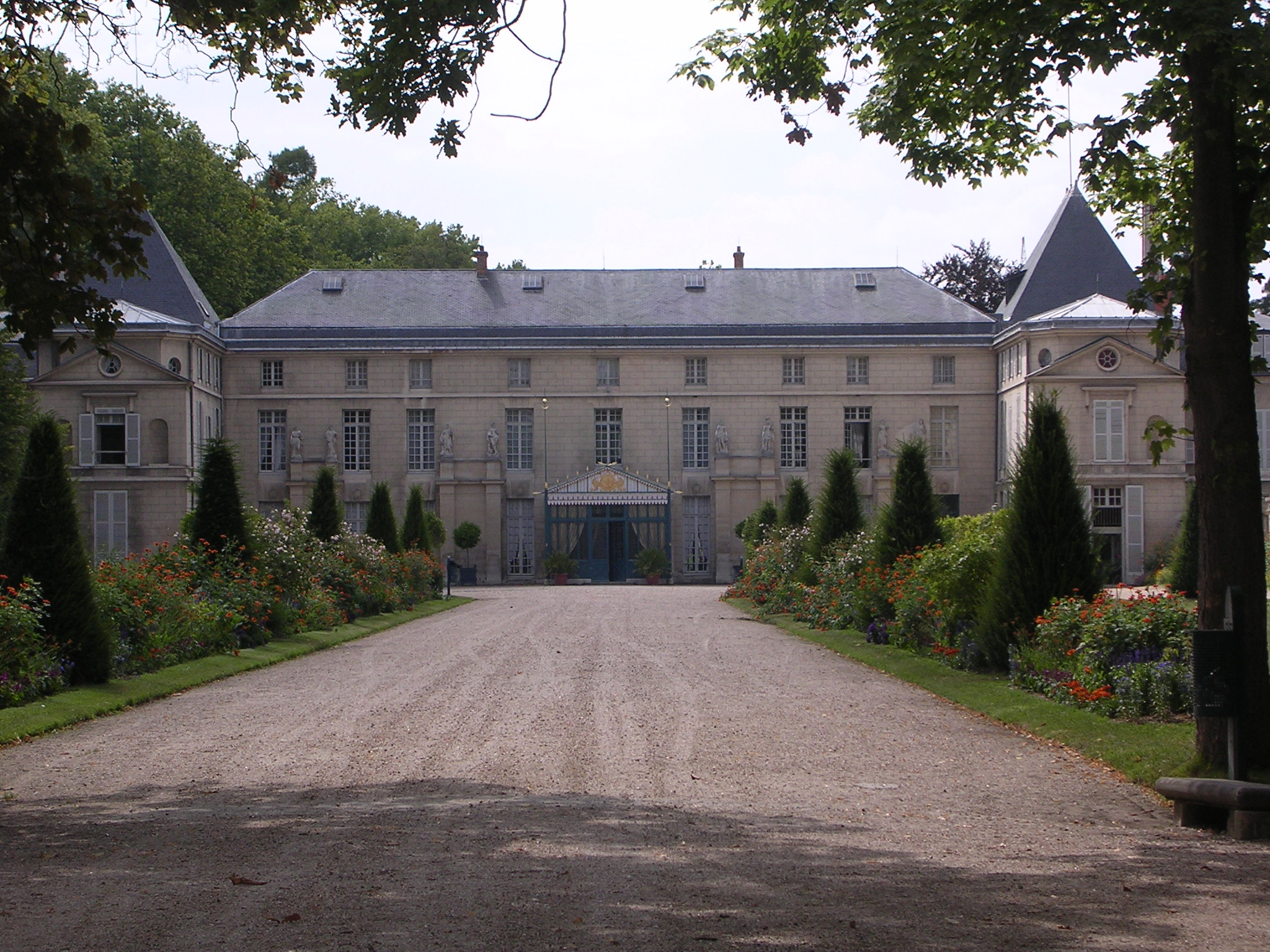
Fachada del Château de Malmaison

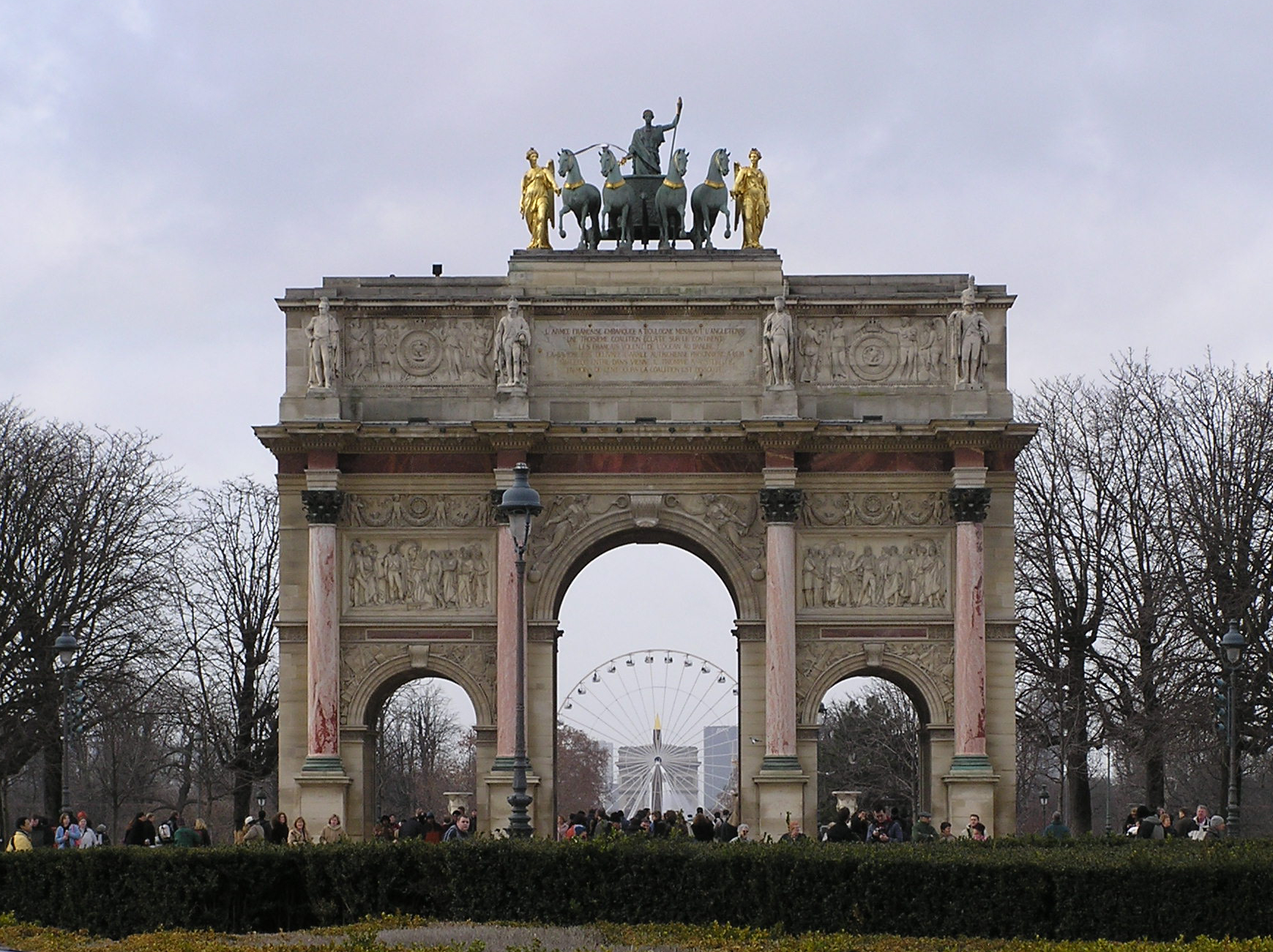
Arco de Triunfo del Carrusel.

Percier y Fontaine realizaron numerosos proyectos para Napoleón pero, por falta de estabilidad política muy pocos se realizaron. Los proyectos más reseñables fueron:
- Decorados para una tragedia en el Théâtre-Français en 1792

- Decorados para el teatro de la Ópera desde 1793 a 1796.

- Château de Malmaison. La decoración de este palacio marcó la pauta para la decoración de interiores en toda la Europa de la época.

- Palacio del Rey de Roma en Chaillot. Se comenzó en 1812, pero tras la desastrosa campaña en Rusia, el proyecto se canceló y tan solo se llegó a la construcción de los cimientos.

- Arco de Triunfo del Carrusel (1806-1808). Construido en conmemoración de la batalla de Austerlitz, servía de entrada al palacio de las Tullerías. Está claramente inspirado en el Arco de Severo Séptimo en Roma

- Rue de Rivoli. La idea de Percier y Fontaine era reunir el palacio de las Tullerías y el palacio del Louvre en un gran conjunto, parte de la cual formaba esta avenida, una de las más importantes construidas en el París neoclásico.

- Gabinete de Platino. Situado en la Casa del Labrador en Aranjuez, fue construido en París y montado en España.

- Capilla Expiatoria en la Rue d'Anjue. Construida desde 1815 hasta 1826, durante la Restauración. El estilo de esta capilla trata de cristianizar el espacio clásico, muestra de lo cual invita a pensar en la posterior evolución de la historia de la Arquitectura hacia el Eclecticismo.

## Otras obras
Percier y Fontaine contribuyeron no solo a la decoración, sino también a la escenografía de los actos napoleónicos y a todo el aparato protocolario. De entre este tipo de actos destacan:
- Coronación de Napoleón Notre Dame con la asistencia del Papa Pío VII en 1804.

- Matrimonio de Napoleón con María Luisa de Austria en 1810.

- Nacimiento del Rey de Roma en 1811.

También diseñaron los tronos del emperador en el Louvre, en Compiegne y en Fontainebleau, camas con dosel, despachos y demás decoración e incluso los trajes de los diganatarios.

## Estilo
Estos arquitectos son claramente neoclásicos pero bien es cierto que se consideran como los creadores del estilo imperio. Este estilo consistía en copiar y rescatar el mobiliario clásico griego y romano a partir de la arqueología sufriendo evidentemente ciertas reinterpretaciones. Este estilo también introdujo ciertos matices de estilo egipcio, por el cual Napoleón sentía cierta devoción. 
Percier y Fontaine se inspiraron principalmente en los objetos y pinturas pompeyanos y publicaron la obra Recueil de Decorations Interieures donde se mostraba un amplio catálogo del estilo.

## Obras publicadas
- 1798 : Palais, maisons et autres édifices modernes dessinés à Rome.
- 1811 : Description des cérémonies et des fêtes qui ont eu lieu pour le mariage de Napoléon Ier avec l'archiduchesse Marie-Louise.
- 1812 : Recueil de décoration intérieure concernant tout ce qui rapporte à l'ameublement.
- 1833 : Résidences des souverains de France, d'Allemagne, de Russie, etc.